# Yusuf Ibn Abi'l-Saj
Yusuf ibn Abi'l Saj ou plus simplement Yousouf (mort en 928) est un émir sajide d'Azerbaïdjan ayant régné de 901 à sa mort. Il est le fils d'Abi'l-Saj Devdad.

## Guerre en Arménie
Yousouf s'empare du pouvoir en 901 lorsqu'il renverse son neveu Devdad Ibn Muhammad. Il rase les murs de Maragha et transfère la capitale à Ardabil. Peu après, le roi bagratide d'Arménie Smbat Ier tente de devenir un vassal direct du Calife Al-Muktafi, ce qui aurait remis en cause les intérêts des Sajides en Arménie. Yousouf convoque alors Smbat, qui refuse d'obtempérer, et l'Arménie est envahie. Les deux hommes finissent néanmoins à s'accorder en 903, Smbat recevant une couronne de Yousouf et reconnaissant sa suzeraineté.    
Yousouf n'a quant à lui jamais formalisé sa position par rapport au Calife, ce qui lui vaut une hostilité croissante de ce dernier. En 908, une armée caliphale est envoyée à son encontre, mais Al-Muktafi meurt et son successeur, Al-Muqtadir, préfère le retour de la paix. Le vizir Ibn al-Furat, au rôle important dans ce revirement, devient le protecteur de Yousouf à Bagdad et est souvent nommé sur la monnaie frappée par Yousouf. Ce dernier est en outre investi du gouvernement de l'Azerbaïdjan et de l'Arménie par le Calife en 909.
Durant ce conflit avec le Calife, ce dernier a encouragé Smbat afin de l'opposer à l'émir ; une fois la paix revenue, Yousouf décide de lancer des représailles contre l'Arménie. Il s'allie à Gagik Ier de Vaspourakan, en dispute avec Smbat au sujet du Nakhitchevan, en fait son vassal et lui offre une couronne royale en 908 ; en 909, Yousouf prend le Nakhitchevan et, avec Gagik, s'empare de la Siounie avant de se lancer à la poursuite de Smbat. En 910, il défait au nord d'Erevan une armée menée par les fils de Smbat, Achot et Mushel ; ce dernier est capturé et empoisonné. La guerre ne s'arrête pas moins, et l'Arménie est dévastée. Vers 913, Yousouf parvient à coincer Smbat dans l'une de ses forteresses. Afin d'en finir avec cette guerre, Smbat décide de se rendre, et Yousouf, qui décide d'abord de le laisser libre, le fait arrêter. Lors du siège d'une autre forteresse, Erenjak, Yousouf fait torturer et exécuter Smbat, afin de convaincre les défenseurs de se rendre. Le corps du roi arménien est renvoyé et pendu à Dvin. Yousouf tente alors de défaire le fils et successeur de Smbat, Achot II ; privé du soutien de Gagik, il tente d'opposer au roi bagratide un anti-roi de la même famille, Achot le Sparapet. Achot II bénéficie cependant de la loyauté de ses sujets et du soutien des Byzantins ; de son côté, Yousouf connaît à nouveau des problèmes dans sa relation avec le Calife. Une paix est donc conclue avec Achot II en 917.

## Emprisonnement, restauration et mort
À la suite du renvoi du vizir Ibn al-Furat, Yousouf a commencé à retenir une partie du tribut annuel dû au Calife. En 915/916, il va jusqu'à emprisonner l'envoyé de ce dernier mais finit par le libérer. En 917, Ibn al-Furat redevient vizir, ce qui encourage Yousouf qui prend Zanjan, Abhar, Qazvin et Ray aux Samanides. Le Calife, furieux, envoie une armée contre Yousouf, qui est défait. L'arrivée d'une seconde armée le fait se réfugier à Ardabil. En 918, Yousouf parvient toutefois à vaincre cette armée, pour finalement être à nouveau défait en 919. Capturé et emmené à Bagdad, il y reste emprisonné pendant trois ans. Pendant ce temps, le pouvoir dans ses domaines est assuré par son fidèle ghulam Subuk.
En 922, Yousouf est libéré et investi du gouvernement de l'Azerbaïdjan et des territoires pris aux Samanides. Il retourne dans ses domaines où Subuk vient de mourir. En 924, il doit reconquérir Ray dont le gouverneur s'est rebellé, et occupe Hamadan au passage.
En 926, le Calife envoie Yousouf prendre en charge la campagne contre les Qarmates de Bahreïn. Malgré sa supériorité numérique, il est défait et capturé à proximité de Koufa. Il est exécuté en 928, et son neveu Abu'l-Musafir al-Fath lui succède dans ses domaines.